# Neeskens Kebano
Neeskens Kebano (Montereau, 10 de março de 1992) é um futebolista da República Democrática do Congo que atua como atacante. Atualmente joga pelo Al-Jazira.[carece de fontes?]

## Carreira em clubes
Nascido em Montereau, na região da Île-de-France, seu nome é uma homenagem ao holandês Johan Neeskens. Seu pai, Nestor Kebano, era um admirador do ex-jogador, vice-campeão da Copa de 1974.
Sua estreia em jogos oficiais pelo Paris Saint-Germain foi em 2 de fevereiro de 2011, pela Copa da França, onde o time parisiense enfrentou o Martigues. 9 dias depois, estreou em campeonatos europeus, enfrentando o BATE Borisov pela Liga Europa.
Jogou também no Caen antes de fazer carreira no futebol belga, onde defendeu Charleroi e Genk até 2016, quando foi contratado pelo Fulham, que pagou 3,8 milhões de libras (4,5 milhões de euros) para contar com Kebano.

## Seleção
Tendo jogado nas categorias de base da Seleção Francesa entre 2009 e 2012, Kebano, sabendo que não teria chances no time principal, passou a ser um atleta selecionável para defender a República Democrática do Congo em 2014, estreando em agosto.
Posteriormente, ele decidiu oficialmente pela nacionalidade congolesa. Por este motivo, perdeu a nacionalidade francesa - uma vez que, segundo a Constituição da RDC, a nacionalidade do país africano é "exclusiva", não compartilhando-a com outras.
Convocado para a Copa Africana de Nações de 2015, o meio-campista não jogou a primeira fase após um problema no joelho. Durante as quartas-de-final, Kebano evitou a eliminação da RDC (que virou para 4 a 2 após estar perdendo por 2 a 1), que chegou à sua primeira semifinal desde 1998.

## Títulos
RDC
- Campeonato Africano das Nações: 2015 - 3º Lugar.

Fulham
- EFL Championship play-offs: 2017–18[6]